# Bagrus tucumanus
Bagrus tucumanus är en fiskart som beskrevs av Burmeister, 1861. Bagrus tucumanus ingår i släktet Bagrus och familjen Bagridae. Inga underarter finns listade.